# Recallwahl des Gouverneurs in Kalifornien 2021

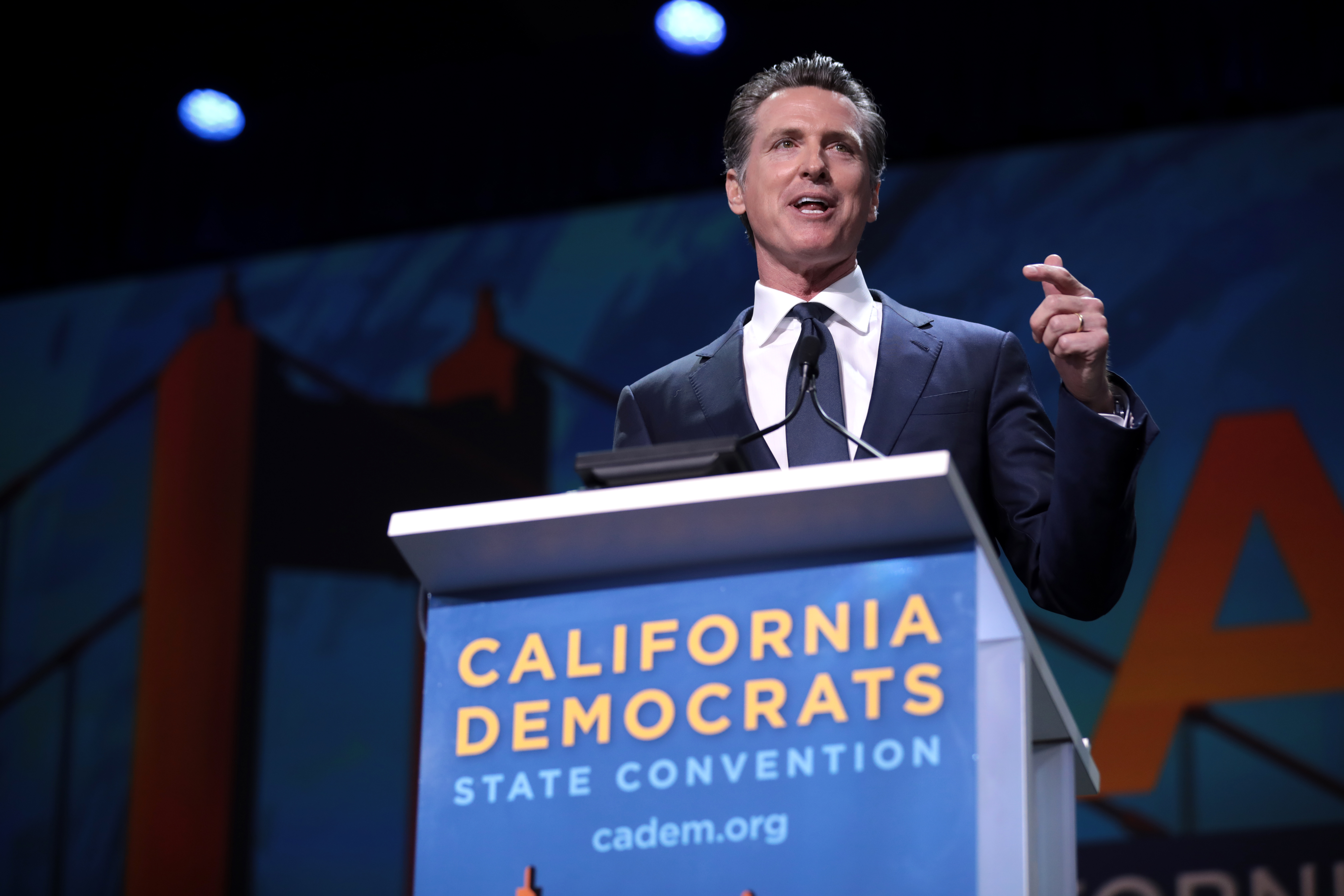
Gavin Newsom

Die Recallwahl des Gouverneurs in Kalifornien 2021 war eine Sonderwahl zur Abberufung des kalifornischen Gouverneurs Gavin Newsom aus dem Amt des Gouverneurs. Die Wahl fand am 14. September 2021 statt.
Die Wahl ging deutlich zu Gunsten von Newsom aus, weswegen dieser sein Amt behielt.

## Grund der Recallwahl
Während der Amtszeit von Newsom als Gouverneur wurden insgesamt sieben Recallanträge gegen ihn gestellt. Am 20. Februar 2020 wurde die Petition, die zu den Abberufungswahlen 2021 gegen Newsom führte, vorgestellt. Dort wurde die umstrittene Behauptung aufgestellt: „Die Menschen in diesem Bundesstaat leiden unter den höchsten Steuern der Nation, den höchsten Obdachlosenquoten und der niedrigsten Lebensqualität.“ Der Zeitpunkt des Abberufungsversuchs fiel mit dem Ausbruch der COVID-19-Pandemie zusammen. Die Grundlage für frühere Abberufungsversuche waren unter anderem die „universelle Gesundheitsversorgung und die Gesetze in Bezug auf illegale Einwanderer“ und „Obdachlosigkeit“.

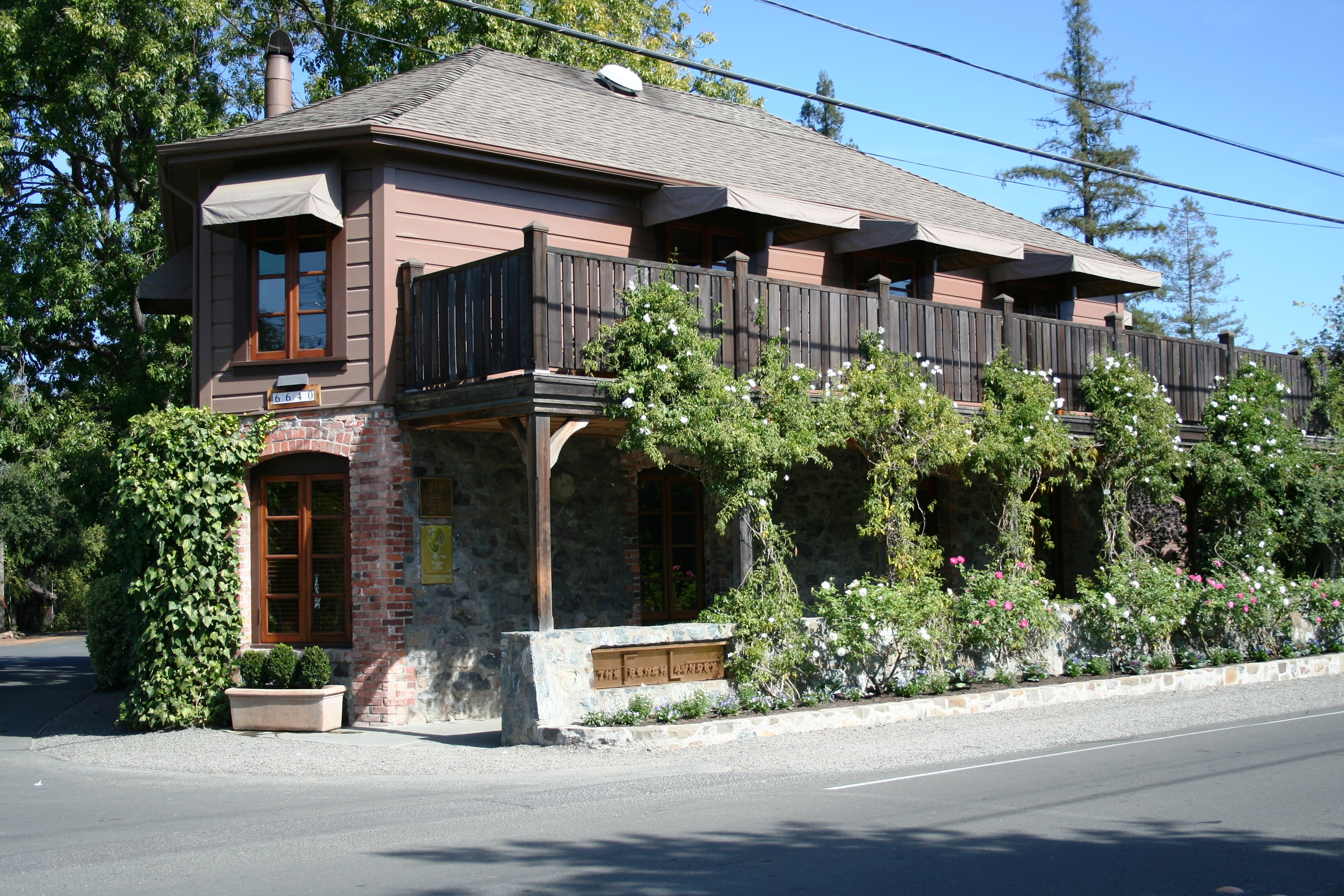
Restaurant „The French Laundry“

Während der COVID-19-Pandemie nahm Newsom im November 2020, kurz nachdem er öffentlich zum Verzicht auf Treffen mit Familienangehörigen aufgerufen hatte, an einer Geburtstagsfeier für einen Lobbyisten im Luxusrestaurant The French Laundry teil. Auf öffentliche Kritik hin argumentierte er zunächst, es habe sich um eine Feier unter freiem Himmel gehandelt, bei der alle empfohlenen Schutzmaßnahmen eingehalten worden seien. Nachdem Bilder veröffentlicht wurden, die im Widerspruch zu dieser Erklärung standen, entschuldigte sich Newsom öffentlich und sprach von einem  „schlimmen Fehler“.

## Wahlsystem
Der kalifornische Gouverneur wird durch eine Mehrheitswahl für eine Amtszeit von vier Jahren gewählt.
Die Recallwahl bestand aus zwei Abstimmungen. In der ersten Abstimmung wurde entschieden, ob der Gouverneur Gavin Newsom abberufen werden soll, in der zweiten Abstimmung wurde entschieden, wer ihm nachfolgen soll, wenn in der ersten Abstimmung eine relative Mehrheit für die Abberufung stimmen würde. Im Falle einer Abberufung Newsoms wäre der neu gewählte Gouverneur bis zur regulären Wahl 2022 im Amt geblieben.
Alle registrierten Wähler haben automatisch Briefwahlunterlagen zugeschickt bekommen. Die Wähler mussten aber nicht rein per Briefwahl abstimmen, man konnte auch regulär im Wahllokal wählen bzw. die ausgefüllten Briefwahlunterlagen an einer Abgabestelle abgeben. Es wurden alle Stimmzettel gewertet, die bis zum 21. September 2021 eingelangt waren, sofern sie einen Poststempel spätestens vom Wahltag hatten.

## Resultate

### Referendum über die Absetzung von Gouverneur Gavin Newsom
(Stand nach Auszählung aller Stimmen)
| Wahl                   | Stimmen    | %      |
| ---------------------- | ---------- | ------ |
| Dafür                  | 4,894,473  | 38,1 % |
| Dagegen                | 7,944,092  | 61,9 % |
|                        |            |        |
| Gültige Stimmen        | 12,838,565 | 99,6 % |
| Ungültige Stimmen      | 54,013     | 0,4 %  |
| Total                  | 12,892,578 | 100 %  |
| Enthaltung             | 9,164,576  | 41,5 % |
| Wahlberechtigt/Gewählt | 22,057,154 | 58,5 % |

### Wahl zum Nachfolger als Gouverneur
| Kandidat               | Kandidat               | Partei                 | Stimmen    | %      |
| ---------------------- | ---------------------- | ---------------------- | ---------- | ------ |
|                        | Larry Elder            | Republikaner           | 3,563,867  | 48,4 % |
|                        | Kevin Paffrath         | Demokraten             | 706,778    | 9,6 %  |
|                        | Kevin Faulconer        | Republikaner           | 590,346    | 8,0 %  |
|                        | Weitere                |                        | 2,500,577  | 33,9 % |
|                        |                        |                        |            |        |
| Total                  | Total                  | Total                  | 7,361,568  | 100 %  |
| Enthaltung             | Enthaltung             | Enthaltung             | 14,695,586 | 66,6 % |
| Wahlberechtigt/Gewählt | Wahlberechtigt/Gewählt | Wahlberechtigt/Gewählt | 22,057,154 | 33,4 % |